# Quận Howard, Texas
Quận Howard (tiếng Anh: Howard County) là một quận trong tiểu bang Texas, Hoa Kỳ. Quận lỵ đóng ở thành phố Big Spring6. Theo kết quả điều tra dân số năm  2000 của Cục điều tra dân số Hoa Kỳ, quận có dân số 33.627 người.
Theo Cục điều tra dân số Hoa Kỳ, quận có tổng diện tích 904 dặm vuông (2.342 km ²), trong đó, 903 dặm vuông (2.338 km ²) là đất và dặm 1 vuông (4 km ²) của nó (0,15%) là mặt nước.